# G1 (hunebed)

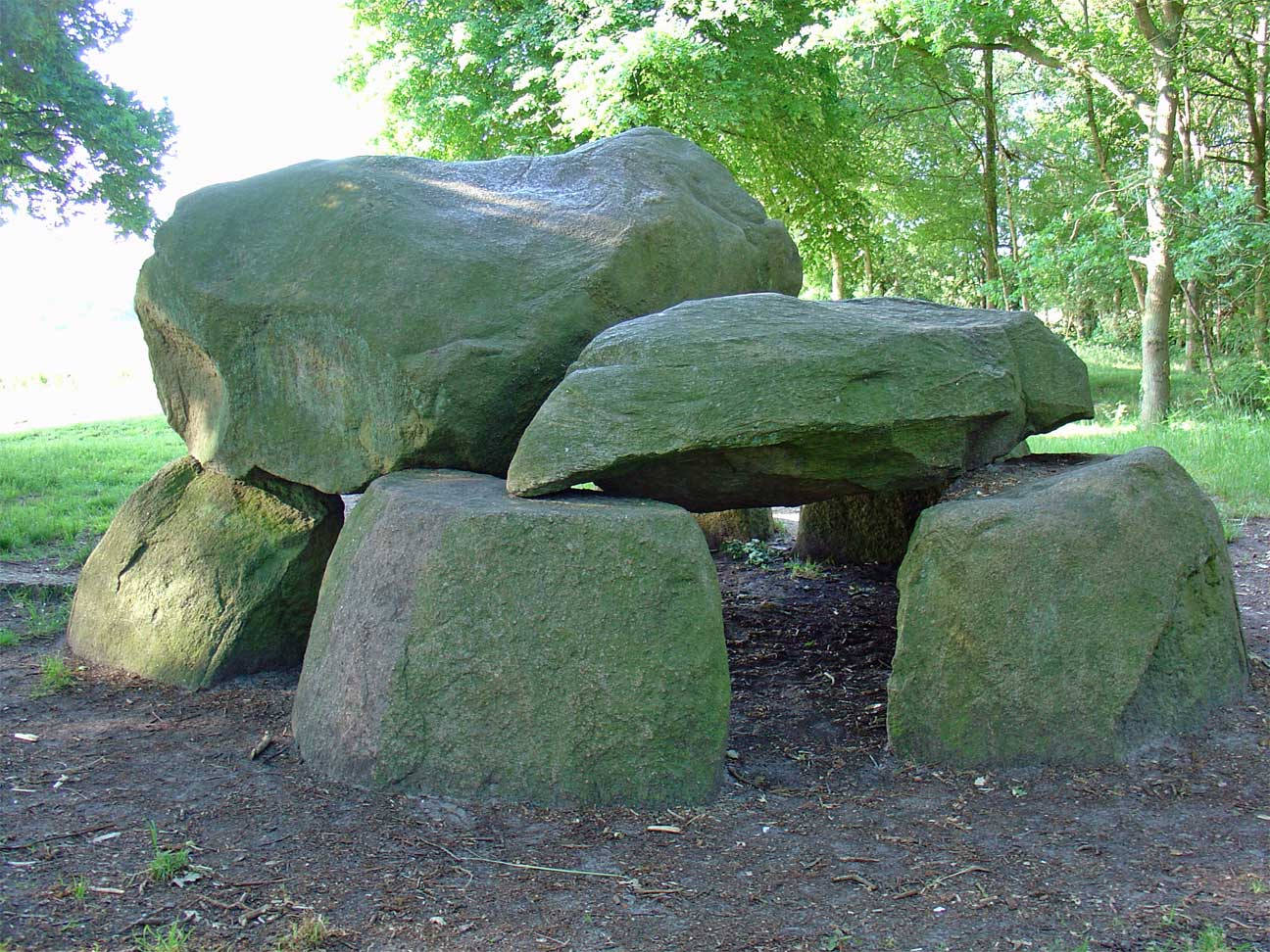
Close-up van de stenen

Hunebed G1 ligt ten zuidwesten van Noordlaren in de Nederlandse provincie Groningen. Het hunebed ligt op een heuveltje in een bosje, dat via een zandweg vanuit Noordlaren is te bereiken. Het hunebed is binnen Nederland het meest noordelijke van de nog op de oorspronkelijke plaats gelegen hunebedden, en ook het enige Groningse hunebed nog op de oorspronkelijke plek (overigens op nog geen 200 meter van de Drentse grens).
De hunebedden G2 en G3 hebben ooit in de Appelbergen bij Glimmen gelegen, maar zijn verdwenen. Bij Onnen wordt hunebed G4 vermoed. De locaties van deze drie hunebedden werden ontdekt door amateurarcheoloog Jan Evert Musch. In 1982 werd bij opgravingen nabij Heveskesklooster het nog noordelijker gelegen hunebed G5 gevonden. Dit laatste hunebed werd echter vervolgens verplaatst naar het Muzeeaquarium Delfzijl. Ruim één kilometer ten zuidoosten van hunebed G1 liggen de twee hunebedden D3 en D4 van Midlaren.
Het hunebed is in 1957 archeologisch onderzocht onder leiding van Van Giffen.

## Omvang
Het hunebed bestaat tegenwoordig uit een sluitsteen, twee paar zijstenen (ook wel draagstenen genoemd) en twee dekstenen. Dit betreft het noordwestelijke deel van het oorspronkelijke hunebed. Bij de opgraving in 1957 kwam namelijk vast te staan dat het hunebed ooit veel groter is geweest. Oorspronkelijk telde het hunebed nog een sluitsteen, twee paar poortstenen, waarschijnlijk een poortdeksteen, vijf paar zijstenen en een even groot aantal dekstenen, waarmee het hunebed tegenwoordig nog slechts 40% bezit van zijn oorspronkelijke omvang. Opmerkelijk is dat de poort op het westen was gericht, voor de poort zijn twee silhouetten van kinderen gevonden.
De grootste van de twee overgebleven dekstenen is deksteen D2 (genummerd vanuit het westen naar het oosten) met een gewicht van 17.000 kg. Waarschijnlijk is de vroegere naastliggende deksteen D3 ook bijzonder groot geweest. Bij de opgravingen van 1957 kwam vast te staan dat de bodem vroeger ook bedekt moet zijn geweest met vloerstenen. Het hunebed heeft waarschijnlijk geen steenkrans gehad.
Wanneer het zuidoostelijke deel van het hunebed is gesloopt is onbekend, maar op basis van een aantal bij het hunebed gevonden middeleeuwse scherven wordt vermoed dat een deel in de 12e eeuw werd gesloopt en mogelijk ook een deel in de 15e en/of 16e eeuw en in de 18de eeuw. Gedacht is wel dat de stenen werden weggehaald om er kerken mee te funderen of om deze te kloven tot grote rechthoekige blokken om deze te kunnen gebruiken voor muren in kerk en kerkhof. Dat de stenen werden gebruikt voor de bouw van de kerk van Noordlaren in de 12e eeuw wordt echter betwijfeld. Gezien de afwezigheid van vlakke kanten en de kleinheid van de stenen in de kerk wordt afgeleid dat dit onwaarschijnlijk is. Bakker denkt dat hoogstens de vier poortzijstenen en de poortdeksteen hiervoor zouden kunnen zijn gebruikt, maar ook dit lijkt hem zeer onzeker gezien de afwezigheid van vlakke kanten.
De plekken van de verdwenen stenen van het hunebed werden bij de opgravingen in 1957 teruggevonden als kuilen. Na afloop van het onderzoek werden deze plekken opgevuld met plomben bestaande uit cement, granietgruis en keien om zo de plaatsen van de vroegere stenen te markeren. Van de vroegere twee paar poortstenen is er echter slechts een paar aangebracht.

## Geschiedenis

### Bouw
De bouw van het hunebed wordt net als de andere hunebedden gedateerd tussen ca. 3450 en ca. 3250 v.Chr., de tijd van de Neolithische trechterbekercultuur. Bij het archeologisch onderzoek door van Giffen zijn overblijfselen van 150 potten gevonden. Het oudste aardewerk aan de hand waarvan het hunebed gedateerd kon worden stamt uit de vroege 'horizont 3' uit de horizontenclassificatie van Brindley, wat neerkomt op ongeveer 3300 v. Chr. De ouderdom van het aardewerk uit het hunebed kon overigens zelf niet worden gedateerd doordat koolstofhoudend materiaal snel vergaat in de zure zandbodem, waardoor de C14-methode hier niet kon worden toegepast. De potscherven werden daarom vergeleken met soortgelijke potten in andere landen, waar wel met C14-datering kon worden gewerkt.
Het hunebed werd aangelegd op een dekzandkop. Uit palynologisch onderzoek werd geconcludeerd dat er voor de bouw van het hunebed een kleine akker heeft gelegen. Bij de bouw van het hunebed werd waarschijnlijk gebruikgemaakt van zwerfkeien uit een nabijgelegen doodijsgat (vaak foutief pingoruïne genoemd), dat tegenwoordig de naam 'Steenbergsveentje' draagt. Het hunebed werd vroeger namelijk ook wel 'stainbarg' of 'Steenbarg' (steenberg) genoemd. Het hunebed werd net als andere hunebedgraven bij de bouw omringd door een aarden omhulsel (dekheuvel).

### Gebruik
In het hunebed zijn resten aangetroffen van trechterbekeraardewerk en vuurstenen voorwerpen en vuursteenafval. Latere aardewerkscherven wijzen erop dat G1 (net als andere hunebedden) ook later nog gebruikt is. In 1863 werden door onderwijzer J. Marring 'in den Esch digt bij het Hunebed te Noordlaren' een hamerbijl, een vuurstenen bijltje en een vuursteenkling opgegraven, die waarschijnlijk uit de vroege standvoetbekercultuur stammen, die de trechterbekercultuur opvolgde. Rond 2600 v.Chr. is ook enig aardewerk uit de standvoetbekercultuur in het hunebed terechtgekomen, hetzij door begravingen of door rituele handelingen. Ook zijn er voorwerpen uit de late klokbekercultuur (rond 2450 v.Chr.) in het hunebed terechtgekomen.
Voor de vroegere ingang van het hunebed werd bij de opgravingen in 1957 een ovaalvormige kuil aangetroffen, waarin voorwerpen uit de trechterbekercultuur zijn gevonden. Mogelijk was dit een vlakgraf waar later twee kinderen werden bijgezet.

### Sloop van het zuidoostelijke deel
In het hunebed zijn scherven gevonden uit de middeleeuwen, zoals Pingsdorf-, Andenne- en kogelpotscherven, alsook uit de nieuwe tijd. Deze latere resten worden in verband gebracht met de sloop van een deel van het hunebed om de stenen elders te kunnen hergebruiken. Vermoed wordt dat de sloop begonnen is in de 12e eeuw, al is hierover geen enkele zekerheid. Verhalen dat het hunebed voor de fundering van de Bartholomeüskerk in Noordlaren kan zijn gebruikt, worden niet waarschijnlijk geacht. Rond 1500 zal het hunebed mogelijk zijn huidige omvang hebben bereikt.

### Eerste vermeldingen en opgravingen

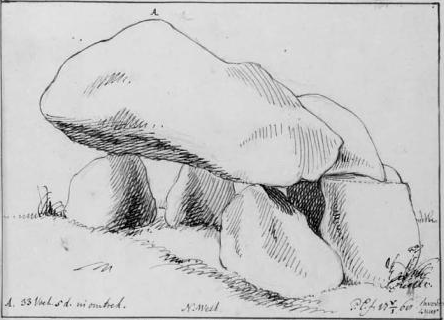
Eerste tekening van het hunebed door Petrus Camper uit 1768

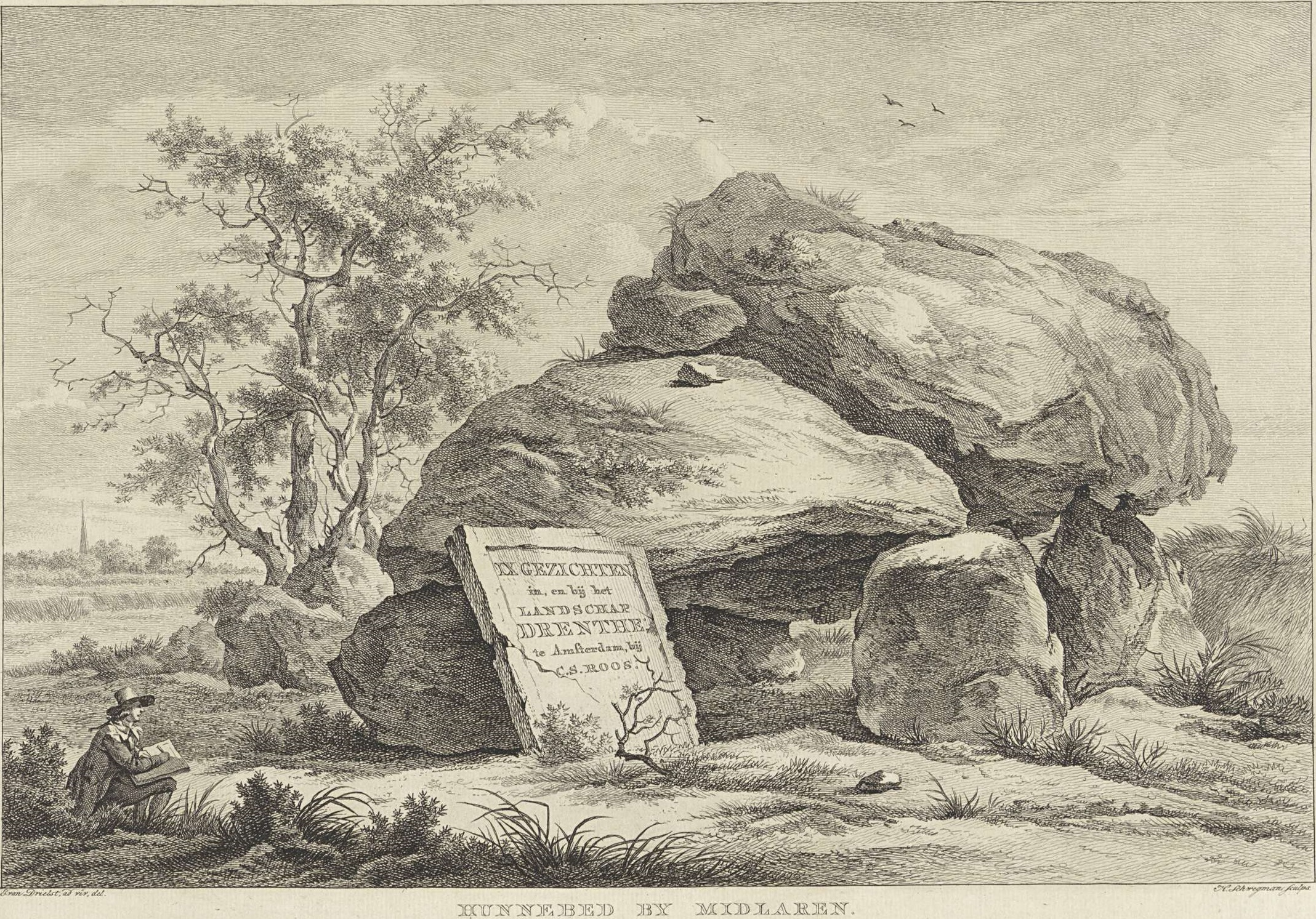
Geromantiseerde afbeelding van het hunebed door Egbert van Drielst uit 1794

De eerste vermelding van het hunebed dateert uit 1694 toen Michiel van Bolhuis schreef "'s woensdaegs den 1 Augusti 1694 sijn wij 's morgens om half 11 met onse peerden en waegen uit Groningen gevaren, door Helpen en Haeren, voorbij Haerdermolen, latende Noort- laren, een stumpe toren aen de slinkerhant (alwaer wij enige grote vlinten sagen, waeronder ick heen en weder doorkroop en overheen liepen en ook Lambertus en Jan)". In 1711 wordt het hunebed waarschijnlijk foutief onder Onnen vermeld door Ludolph Smids in zijn 'Schatkamer der Nederlandsche oudheden' als een hunebed 'van gemeenen trant'. Dat dit het vermoedelijke verdwenen hunebed G4 kan zijn lijkt niet waarschijnlijk, omdat er in andere 18e-eeuwse publicaties altijd maar sprake is van één hunebed in Groningen.
Een andere belangrijke bron over het hunebed is het artikel van Jetzo Boeles in de Groningsche Volksalmanak van 1845, waarin hij onder andere schrijft dat zijn vader in 1825, toen hij predikant te Noordlaren was, hoorde van een hoogbejaarde inwoner dat in zijn jeugd (door Bakker gesteld op rond 1750) een opgraving plaatsvond bij het hunebed, waarbij een keienvloer werd blootgelegd met iets daaronder nog een keienvloer. Tussen beide vloeren zouden zich urnen met as en beenderen hebben bevonden, alsook een goedbewerkte zwarte stenen hamer die leek op een haarhamer. Deze voorwerpen zijn echter verdwenen in de loop der tijd.
De eerste tekening van het hunebed werd in 1768 gemaakt door onderzoeker Petrus Camper, die het hunebed tekende zoals het er tegenwoordig ook nog uitziet. In 1794 maakte Hendrik Schwegman een sterk geromantiseerde kopergravure van het hunebed naar een origineel van Egbert van Drielst, dat hij ten onrechte het onderschrift 'Hunnebed by Midlaren' gaf. Uit 1784 dateert de eerste opmeting van de grootste deksteen van het hunebed door (waarschijnlijk) predikant Gerardus Kuypers.

### Sloop restant van het hunebed voorkomen

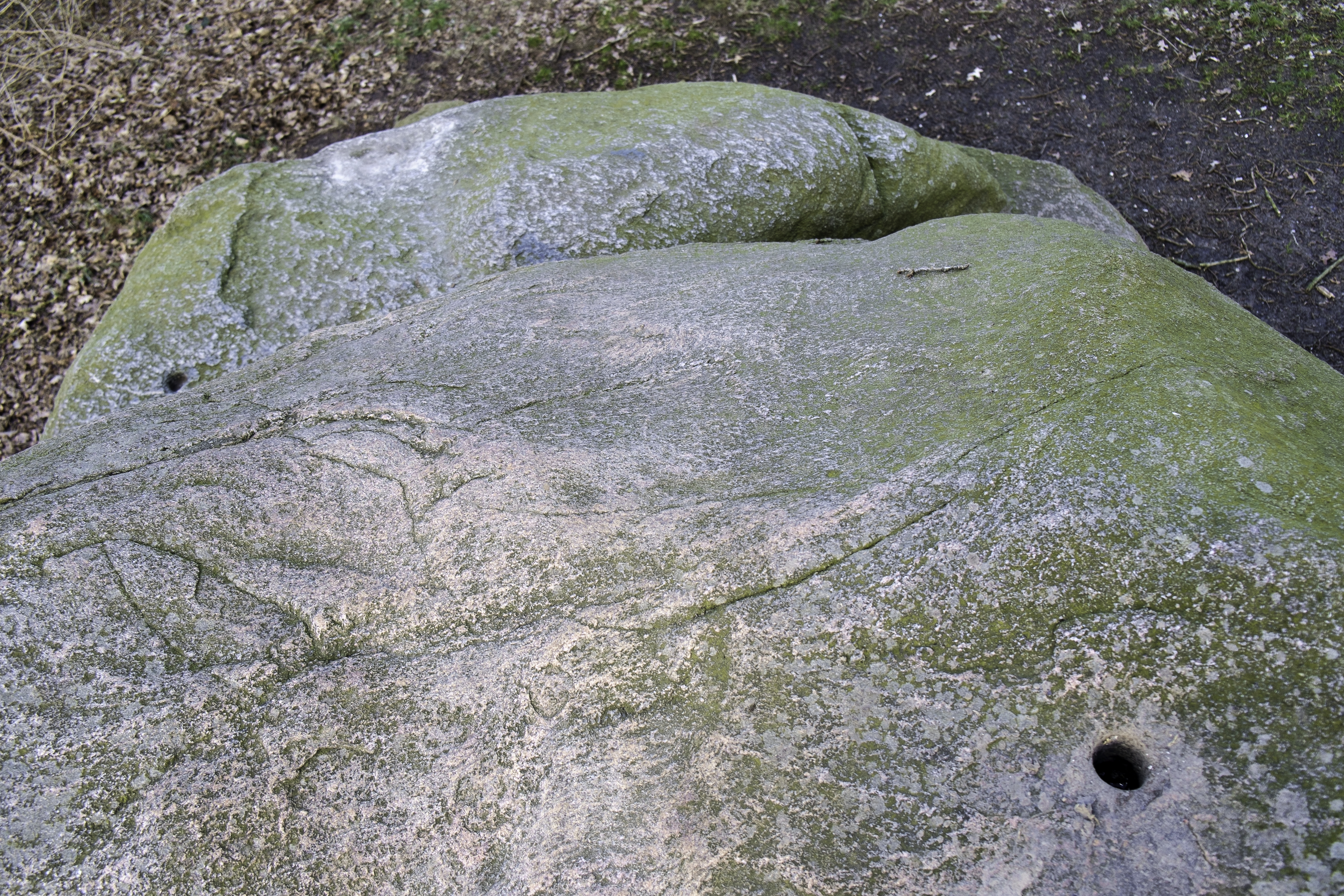
Kruitgaten linksachter en rechtsvoor boven in de stenen markeren de poging om het hunebed op te blazen rond 1800

Rond 1800 werd de sloop van de rest van het hunebed op het nippertje voorkomen. Waar de hunebedden in Drenthe vanaf 1734 wettelijk beschermd waren (zij het dat dit slecht werd nageleefd), was dit niet het geval in Groningen. De Noordlaarders Hindrik Aarents en Conraadt Teunis wilden volgens Boeles vlak voor 1800 het hunebed met behulp van kruit opblazen om de steen te kunnen verkopen, bijvoorbeeld als bouwmateriaal, wegverharding of dijkverzwaring. Daartoe hadden ze reeds twee kruitgaten in de dekstenen geboord. Volgens Boeles werd dit echter ontdekt door 'den heer de Drews', die hen dit belette. Met De Drews kan ofwel Rudolf de Drews zijn bedoeld, die de eigenaar was van de buitens Meerlust, De Bloemert en Meerwijk, maar ook kan het gaan om zijn zoon Johan de Drews. Mogelijk riep De Drews daarbij de hulp in van de ambtman van het Gerecht van Selwerd Lambertus Beckeringh, van wie een bevelschrift uit 1801 is overgeleverd aan de beide mannen om het hunebed vanwege de historische waarde intact te laten.

### Staatseigendom
Nadat het Drentse statenlid Gratama in 1868 een open brief stuurde aan de Drentse Gedeputeerde Staten waarin hij de overheid opriep om hunebedden als zijnde cultuurmonumenten aan te kopen en te onderhouden, ontstond er discussie in geleerde gezelschappen en de pers over de uitvoering hiervan, wat weer leidde tot kamervragen. Uiteindelijk besloot de Minister van Binnenlandse Zaken om hiervoor geld te reserveren, waarop de Drentse commissaris des konings Gregory direct aan het werk toog om werk te maken van de aankoop van de hunebedden. Waarschijnlijk heeft dit er ook toe geleid dat ook de commissaris des konings van Groningen, Van Heiden Reinestein, in 1870 overging tot de aankoop van het hunebed G1, met een kleine strook grond er omheen. In 1874 maakte Jan Goedeljee die samen met Willem Pleyte door Drenthe trok de eerste foto van het hunebed. Op de foto valt te zien dat de rogge bijna tot aan het hunebed staat.
Op een foto van De Wilde uit 1905 zijn zandafgravingen te zien naast het hunebed. Mogelijk hebben deze (angst voor het omvallen van het hunebed) ertoe geleid dat in 1906 een groter stuk grond rond het hunebed (genaamd 'De Steenberg') namens het Rijk werd aangekocht door Rijksbouwmeester Jan Vrijman om zo hieraan een eind te maken. Daarmee groeide het reservaat rond het hunebed van 40 naar 1260 vierkante meter.

### Van Giffen

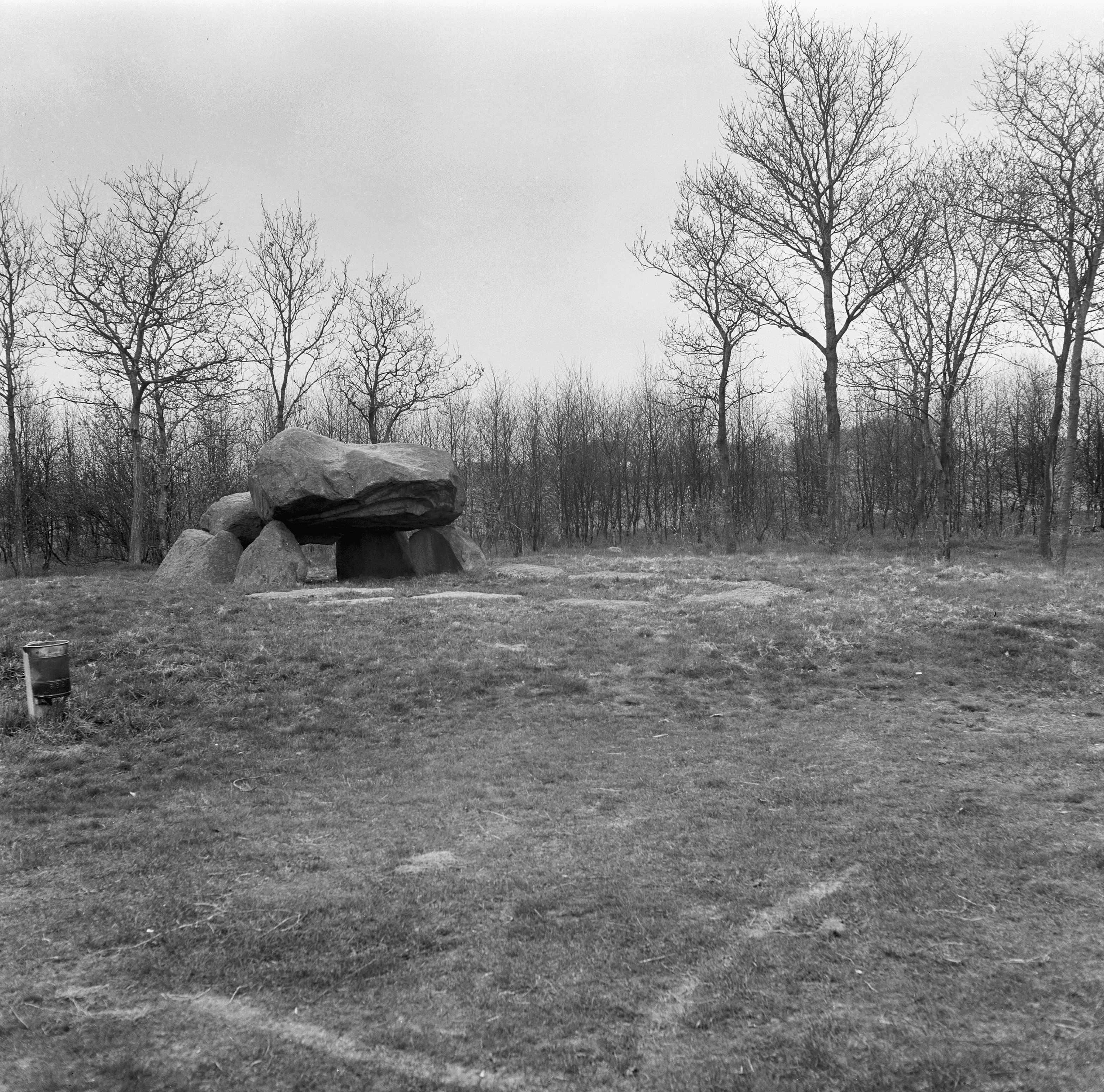
Het hunebed in 1969, Rijksdienst voor het Cultureel Erfgoed

In 1918 bezocht Van Giffen het hunebed, dat hij vervolgens beschreef in zijn in 1925 gepubliceerde standaardwerk De Hunnebedden in Nederland (deel I), waarin hij ook de aanduiding 'G1' toekende.
In 1956 werd het reservaat rond het hunebed door diverse aankopen vergroot tot 3435 vierkante meter. Bij de opgravingen van 1957 werden de plaatsen van de voormalige stenen gemarkeerd met plomben. Dat het onderzoek niet erg secuur werd uitgevoerd, toont aan dat schoolkinderen gevraagd werd om in de storthopen te zoeken naar scherven. Zij troffen de resten van zo'n 150 verschillende aardewerken gebruiksvoorwerpen aan.
In 1964 werd op aanraden van Van Giffen het terrein genaamd 'het Veentje' (ook 'Steenberger Veentje' of in het Gronings: 'Stainberger Veen(tje)') ongeveer 30 meter ten zuidwesten van het hunebed ook aangekocht. Dit is de waarschijnlijke locatie van het doodijsgat waaruit de stenen werden gehaald voor het hunebed. In 1967 werd nog een stukje aangekocht om het terrein een betere vorm te geven. Daarop werd door Staatsbosbeheer in overleg met Van Giffen een pad over het westelijke en zuidelijke deel van het terrein aangelegd voor het recht van overpad van de achterliggende grondgebruikers. In 1966 werden er al op instigatie van Van Giffen jonge eiken geplant 'om aldus de natuurlijke samenhang van het gehele terrein te bevorderen en het landschappelijk aanzien ervan te verhogen'. In 1973 en 1974 vond de ruilverkaveling Noordlaarder Es plaats, waarbij het terrein nog iets werd uitgebreid tot de huidige omvang van 7975 vierkante meter (0,80 hectare). Op dit stuk en op het veentje werd een ruilverkavelingsbosje aangeplant met soorten als eik, meidoorn, sleedoorn en wilg, wat zich vervolgens ontwikkelde tot een strubbenbos. De soortenkeuze werd waarschijnlijk nog bepaald door Van Giffen, die in 1973 overleed en bij de beplanting altijd een 'oorspronkelijk bos' nastreefde zoals dat in de tijd van de hunebeddenbouwers ook aanwezig zou zijn geweest.

### Menselijke resten
Bij het hunebed is een lijksilhouet aangetroffen bij de ingang. Het gaat om een lijksilhouet van een kind dat op de rechterzij ligt

### Recente ontwikkelingen
In 1991 werd het hunebed aangewezen tot archeologisch rijksmonument.